# Borová (Eslováquia)
Borová é um município da Eslováquia, situado no distrito de Trnava, na região de Trnava. Tem 5,91 km² de área e sua população em 2019 foi estimada em 457 habitantes.

## Demografia
| Ano:        | 1994 | 2004    | 2014    | 2024    |
| ----------- | ---- | ------- | ------- | ------- |
| Broj ljudi: | 300  | 347     | 408     | 454     |
| Razlika:    |      | +15,66% | +17,57% | +11,27% |

| Ano:               | 2023 | 2024   |
| ------------------ | ---- | ------ |
| Número de pessoas: | 457  | 454    |
| Diferença:         |      | -0,65% |